# تماسك الجماعة

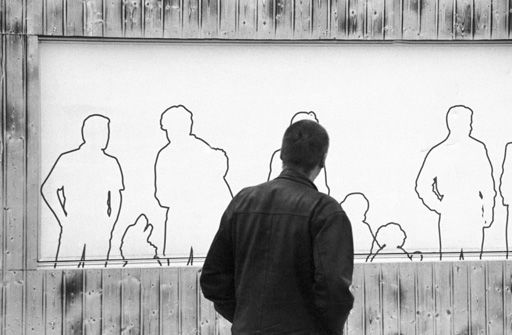

تماسك الجماعة هو نوع من التماسك الاجتماعي، أي الارتباط الوثيق بين أفراد الجماعة في أهدافهم القريبة وغاياتهم البعيدة. فهو وسيلة ليشيع إحساس مشترك لدى جميع الأفراد بالميل للبقاء والاستمرار في مسيرة واحدة مع تعظيم الشعور بالانتماء للجماعة.

## المتغيرات السلوكية لتماسك الجماعة

### السلوك الجماعي التعاوني
كلما زاد تماسك الجماعة كلما غلب على نشاط أفرادها طابع التعاون والتكاتف لتحقيق أهداف مشتركة.

### الإذعان للجماعة
كلما زاد تماسك الجماعة كلما زادت قدرة الجماعة على فرض معاييرها وقواعدها على أفرادها.

### الأداء
يؤدى تماسك الجماعة إلى زيادة قدرتها على التحكم في معدلات أداء أفرادها بما يحقق انتظاماً وإستقراراً في أداء المجموعة عند مستوى معين

### الاجتماعيات
كلما زاد التداخل الاجتماعي كلما زاد التماسك بين أفراد الجماعة.

## المتغيرات التي تؤثر على تماسك الجماعة
- تماثل خصائص الأفراد

التماثل في خصائص الأفراد لا يرتبط بالضرورة بتماسك الجماعة في كل الأحوال.
وإنما تتوقف هذة العلاقة على نوعية الخصائص محل التماثل أو الاختلاف وعلى طبيعة المهمة التي تقوم بها الجماعة.
فالتماثل في الخصائص التي لها صله بطبيعة العمل مثل التخصصات المهنية ومدة الخبرة ترتبط بتماسك جماعات العمل بدرجة أكبر من التماثل في خصائص مثل الشخصية أو السن.
- حجم الجماعة

كلما قل عدد أفراد الجماعة زاد التماسك وكلما زاد هذا العدد كلما قل التماسك.
لأن الجماعات الصغير تتيح فرصة أكبر للتعارف وتبادل الآراء والخبرات وتكون أدوات الاتصال بينها أفضل من الجماعات الكبيرة.
- كثافة وتكرار التفاعل بين أفراد الجماعة

كلما زاد تفاعل وإتصال أفراد الجماعة بعضهم ببعض وكلما زاد تكرار هذا التفاعل كلما أدى إلى تقوية الروابط بين الأفراد وإلى زيادة تماسك الجماعة.
- جاذبية الجماعة للفرد

كلما كان الانتماء للجماعة والعضوية فيها مصدراً لتحقيق أفراد الجماعة لأهدافهم وأشباعهم لحاجاتهم كلما ازداد ارتباطهم بالجماعة وازداد بالتالي تماسك الجماعة.
- الضغوط والتهديدات الخارجية

كلما زادت الضغوط والتهديدات الخارجية التي تتعرض لها الجماعة كلما أدى إلى زيادة تماسكها وكلاما قلت هذه الضغوط كلما قل التماسك.